# Dactylophorosoma albocarinatum
Dactylophorosoma albocarinatum är en mångfotingart som beskrevs av Manfredi 1940. Dactylophorosoma albocarinatum ingår i släktet Dactylophorosoma och familjen knöldubbelfotingar. Inga underarter finns listade i Catalogue of Life.